# Gerbillus jamesi
Gerbillus jamesi är en däggdjursart som beskrevs av Harrison 1967. Gerbillus jamesi ingår i släktet Gerbillus och familjen råttdjur. IUCN kategoriserar arten globalt som otillräckligt studerad. Inga underarter finns listade i Catalogue of Life.
Populationen kan vara samma art som Gerbillus campestris och den listas ibland i släktet Dipodillus.
Denna ökenråtta är bara känd från ett område nära kusten i Tunisien. Det är inget känt om levnadssättet.